# Singoli al numero uno nella Billboard Hot 100 nel 1995
La Billboard Hot 100 è la classifica dei singoli più venduti negli Stati Uniti d'America redatta dal magazine Billboard.

## HOT 100

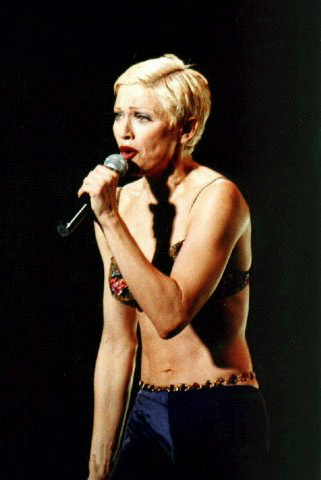
Madonna trascorse sette settimane consecutive al primo posto con Take a Bow.

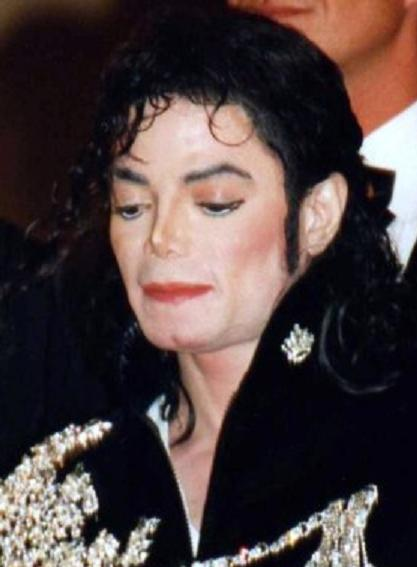
Michael Jackson registrò con You Are Not Alone il primo singolo di sempre aver debuttato direttamente al primo posto in classifica.

| la canzone contrassegnata con lo sfondo giallo si è aggiudicata il titolo di singolo #1 nella classifica cumulativa di fine anno del 1995 di Billboard. |

| Data di Pubblicazione | Canzone                               | Artista                      | Fonte  |
| --------------------- | ------------------------------------- | ---------------------------- | ------ |
| 7 Gennaio             | "On Bended Knee"                      | Boyz II Men                  | [ 1 ]  |
| 14 Gennaio            | "On Bended Knee"                      | Boyz II Men                  | [ 2 ]  |
| 21 Gennaio            | "On Bended Knee"                      | Boyz II Men                  | [ 3 ]  |
| 28 Gennaio            | "Creep"                               | TLC                          | [ 4 ]  |
| 4 Febbraio            | "Creep"                               | TLC                          | [ 5 ]  |
| 11 Febbraio           | "Creep"                               | TLC                          | [ 6 ]  |
| 18 Febbraio           | "Creep"                               | TLC                          | [ 7 ]  |
| 25 Febbraio           | "Take a Bow"                          | Madonna                      | [ 8 ]  |
| 4 Marzo               | "Take a Bow"                          | Madonna                      | [ 9 ]  |
| 11 Marzo              | "Take a Bow"                          | Madonna                      | [ 10 ] |
| 18 Marzo              | "Take a Bow"                          | Madonna                      | [ 11 ] |
| 25 Marzo              | "Take a Bow"                          | Madonna                      | [ 12 ] |
| 1 Aprile              | "Take a Bow"                          | Madonna                      | [ 13 ] |
| 8 Aprile              | "Take a Bow"                          | Madonna                      | [ 14 ] |
| 15 Aprile             | "This Is How We Do It"                | Montell Jordan               | [ 15 ] |
| 22 Aprile             | "This Is How We Do It"                | Montell Jordan               | [ 16 ] |
| 29 Aprile             | "This Is How We Do It"                | Montell Jordan               | [ 17 ] |
| 6 Maggio              | "This Is How We Do It"                | Montell Jordan               | [ 18 ] |
| 13 Maggio             | "This Is How We Do It"                | Montell Jordan               | [ 19 ] |
| 20 Maggio             | "This Is How We Do It"                | Montell Jordan               | [ 20 ] |
| 27 Maggio             | "This Is How We Do It"                | Montell Jordan               | [ 21 ] |
| 3 Giugno              | "Have You Ever Really Loved a Woman?" | Bryan Adams                  | [ 22 ] |
| 10 Giugno             | "Have You Ever Really Loved a Woman?" | Bryan Adams                  | [ 23 ] |
| 17 Giugno             | "Have You Ever Really Loved a Woman?" | Bryan Adams                  | [ 24 ] |
| 24 Giugno             | "Have You Ever Really Loved a Woman?" | Bryan Adams                  | [ 25 ] |
| 1 Luglio              | "Have You Ever Really Loved a Woman?" | Bryan Adams                  | [ 26 ] |
| 8 Luglio              | "Waterfalls"                          | TLC                          | [ 27 ] |
| 15 Luglio             | "Waterfalls"                          | TLC                          | [ 28 ] |
| 22 Luglio             | "Waterfalls"                          | TLC                          | [ 29 ] |
| 29 Luglio             | "Waterfalls"                          | TLC                          | [ 30 ] |
| 5 Agosto              | "Waterfalls"                          | TLC                          | [ 31 ] |
| 12 Agosto             | "Waterfalls"                          | TLC                          | [ 32 ] |
| 19 Agosto             | "Waterfalls"                          | TLC                          | [ 33 ] |
| 26 Agosto             | "Kiss from a Rose"                    | Seal                         | [ 34 ] |
| 2 Settembre           | "You Are Not Alone"                   | Michael Jackson              | [ 35 ] |
| 9 Settembre           | "Gangsta's Paradise"                  | Coolio featuring L.V.        | [ 36 ] |
| 16 Settembre          | "Gangsta's Paradise"                  | Coolio featuring L.V.        | [ 37 ] |
| 23 Settembre          | "Gangsta's Paradise"                  | Coolio featuring L.V.        | [ 38 ] |
| 30 Settembre          | "Fantasy"                             | Mariah Carey                 | [ 39 ] |
| 7 Ottobre             | "Fantasy"                             | Mariah Carey                 | [ 40 ] |
| 14 Ottobre            | "Fantasy"                             | Mariah Carey                 | [ 41 ] |
| 21 Ottobre            | "Fantasy"                             | Mariah Carey                 | [ 42 ] |
| 28 Ottobre            | "Fantasy"                             | Mariah Carey                 | [ 43 ] |
| 4 Novembre            | "Fantasy"                             | Mariah Carey                 | [ 44 ] |
| 11 Novembre           | "Fantasy"                             | Mariah Carey                 | [ 45 ] |
| 18 Novembre           | "Fantasy"                             | Mariah Carey                 | [ 46 ] |
| 25 Novembre           | "Exhale (Shoop Shoop)"                | Whitney Houston              | [ 47 ] |
| 2 Dicembre            | "One Sweet Day"                       | Mariah Carey and Boyz II Men | [ 48 ] |
| 9 Dicembre            | "One Sweet Day"                       | Mariah Carey and Boyz II Men | [ 49 ] |
| 16 Dicembre           | "One Sweet Day"                       | Mariah Carey and Boyz II Men | [ 50 ] |
| 23 Dicembre           | "One Sweet Day"                       | Mariah Carey and Boyz II Men | [ 51 ] |
| 30 Dicembre           | "One Sweet Day"                       | Mariah Carey and Boyz II Men | [ 52 ] |